# 시모어 카셀
시모어 조지프 카셀(Seymour Joseph Cassel, 1935년 1월 22일 ~ 2019년 4월 7일)는 미국의 배우이다.

## 출연 작품
- 앳 더 메이플 그로브 (2014)
- 더 디펜더블 (2014)
- 알제리안 (2014)
- 더 시크릿 라이브스 오브 독크스 (2013)
- 부스터 (2012)
- 브로큰 킹덤 (2012)
- 파스 더 솔트, 프리즈 (2011)
- 포트 맥코이 (2011)
- 키싱 스트레인저스 (2010)
- 피트 스몰스 이즈 데드 (2010)
- 리치 포 미 (2009)
- Little New York (2009)
- 아이린 인 타임 (2009)
- 상처받은 도시 (2008)
- 해피스트 데이 오브 히스 라이프 (2007)
- 포스탈 (2007)
- 코스믹 라디오 (2007)
- 레이 오브 선샤인 (2006)
- 엣지 오브 아웃사이드 (2006)
- 체이싱 3000 (2006)
- 비어 리그 (2006)
- 씨 오브 드림스 (2005)
- 테넌츠 (2005)
- 트러블 러브 (2005)
- 론섬 짐 (2005)
- 스티브 지소와의 해저 생활 (2004)
- 굿 나잇 투 다이 (2003)
- 붙어야 산다 (2003)
- 만나 프롬 헤븐 (2002)
- 소니 (2002)
- 패셔나다 (2002)
- 버리얼 소사이어티 (2002)
- 스틸링 하바드 (2002)
- 더 슬리피 타임 갤 (2001)
- 바틀바이 (2001)
- 61＊ (2001)
- 로얄 테넌바움 (2001)
- 애니멀 팩토리 (2000)
- 크루 (2000)
- 우먼 오브 나이트 (2000)
- 미 앤 윌 (1999)
- 괜찮아.. 그냥 섹스라니까 (1998)
- 맥스군 사랑에 빠지다 (1998)
- 유혹 (1998)
- 데드 걸 (1997)
- 옵세션 (1997)
- 파이어웍 (1997)
- I sfagi tou kokora (1996)
- 씽스 아이 네버 톨드 유 (1996)
- 트리스 라운지 (1996)
- 잠들 수 없는 밤 (1996)
- 라스트 홈런 (1996)
- 데드 프레지던트 (1995)
- 다크 사이드 오브 지니어스 (1994)
- 사랑하는 녀석들 (1994)
- 핸드 건 (1994)
- 소냐(영어판) (1994)
- 체이서 (1994)
- 당신에게 일어날 수 있는 일 (1994)
- 머니맨 (1993)
- 트러블 바운드 (1993)
- 은밀한 유혹 (1993)
- 인 더 수프 (1992)
- 비밀 수색 작전 (1992)
- 와일드 엔젤 (1992)
- 허니문 인 베가스 (1992)
- 콜드 헤븐 (1991)
- 사랑의 함정 (1991)
- 히트맨 (1991)
- 늑대 개 (1991)
- 딕 트레이시 (1990)
- 사랑과 열정 (1989)
- 사악한 입맞춤 (1989)
- 죠니 비 굿 (1988)
- 비밀 경찰(영어판) (1988)
- 범죄와의 전쟁 (1988)
- 트랙 29 (1988)
- 서바이벌 게임 (1987)
- 캐딜락 공방전 (1987)
- 분노의 눈동자 (1986)
- 사랑의 행로 (1984)
- 더블 익스포저 (1983)
- 내 어깨 위의 천사 (1980)
- 썬번 (1979)
- 콘보이 (1978)
- 데스 게임 (1977)
- 발렌티노 (1977)
- 오프닝 나이트 (1977)
- 라스트 타이쿤 (1976)
- 차이니즈 부키의 죽음 (1976)
- 별난 인연 (1971)
- 더 리볼루셔너리 (1970)
- 얼굴들 (1968)
- 일망타진 (1968)
- 배트맨 - 66년 TV 시리즈 (1966)
- FBI(영어판) (1965)
- 해저 여행 (1964)
- 행드 맨 (1964)
- 킬러 (1964)
- 부츠 한 켤레 (1962)
- 투 레이트 블루스 (1961)
- 그림자들 (1959)